# Христина Лукащук
Христи́на Лукащу́к (нар. 8 травня 1972, Львів) — українська художниця, письменниця, ілюстраторка, архітекторка, блогерка, галеристка, лекторка, співзасновниця «Школи практичного мінімалізму».

## Біографія
Народилась 1972 року у Львові. Разом зі середньою загальноосвітньою школою закінчила дитячу художню школу.
Навчалась у Львівському училищі прикладного мистецтва ім. І. Труша (спеціальність художня кераміка). Закінчила Львівський державний аграрний університет за спеціальністю «Архітектура будівель і споруд».
Працювала у сфері архітектури. Була директором ЛКП «Місторемпроект».
У 2000—2006 рр. брала участь у виставках декоративно-прикладного мистецтва. 2001 р. — персональна виставка живопису на склі «Великодня» у Львівському музеї етнографії.
2010 — 2014 рр. — заснувала арт-галерею «Коралі».
Авторка та ілюстраторка серії біографічних артбуків «Микола Лемик» та «Михайло Сорока» про однойменних героїв визвольної боротьби, де оповідь рівною мірою творять як текст, так і художнє оформлення. Вийшли 2018 року у видавництві Discursus.
Блогерка на Штука на Zbruc.eu.

## Відзнаки
- Лауреатка конкурсу романів, кіносценарію та п'єс «Коронація слова» у 2008[5], 2009, 2010, 2012 роках[3].
- Книжка року'2010 Жанрова література (детектив / пригоди / фантастика / любовний роман / історичний роман / молодіжна проза / автобіографії) Експортерка (видавництво "Піраміда"), Фреска (видавництво "Астролябія")
- Спецвідзнака за найкращий еротичний твір 2012 року «Курва» на міжнародному літературному конкурсі романів, кіносценарію та п'єс «Коронація слова»[11].
- Переможниця традиційного щорічного конкурсу імені Олеся Гончара журналу «Бористен» (м. Дніпропетровськ) за 2015 рік — за високохудожні твори, спрямовані на духовне та патріотичне виховання дітей та юнацтва[4].
- Найкращі дитячі ілюстратори незалежної України[12]
- «Книжка року'2018». Короткі списки. Номінація «Дитяче свято»: Михайло Сорока та Микола Лемик[13]
- Запорізька книжкова толока 2018 р.: ІІІ місце у номінації «Мистецька література» Христина Лукащук за книги Михайло Сорока та Микола Лемик.
- Переможниця в номінації «Ілюстрована книжка року» «Топ БараБуки»: «Сова, яка хотіла стати жайворонком» письменниця Галина Вдовиченко (видавництво «Чорні вівці»)[14].
- Книжка «Сова, яка хотіла стати жайворонком» письменниці Галина Вдовиченко видавництво «Чорні вівці» з ілюстраціями Христини Лукащук ввійшла в довгі списки претендентів на «Книга року ВВС-2018»
- Книжка «Сова, яка хотіла стати жайворонком» письменниці Галина Вдовиченко видавництво «Чорні вівці» з ілюстраціями Христини Лукащук ввійшла до міжнародного каталогу «Білі круки 2019» («White Ravens 2019»).
- Моноп'єса "Француз" ввійшла в довгі списки за результатами конкурсу сучасної драматургії "Липневий мед 2024".

### Інтерв'ю
- Христина Лукащук: «Все навколо дихає, пульсує, випромінює еротизм»
- Христина ЛУКАЩУК: «Мої твори — не еротичні, а відверті» [Архівовано 8 березня 2016 у Wayback Machine.]
- Призерка «Коронації слова» Христина Лукащук: українці соромляться еротичної тематики. Главред. Архів оригіналу за 24 липня 2013. Процитовано 10 липня 2013.
- Ілюструю книжки для дітей: Христина Лукащук [Архівовано 3 травня 2019 у Wayback Machine.]

| українська література | Це незавершена стаття про українську письменницю. Ви можете допомогти проєкту, виправивши або дописавши її. |